# رود ایشی‌کاری
رود ایشی‌کاری 石狩川 (Ishikari-gawa)، نام سومین رود طویل در ژاپن و طولانی‌ترین رود جزیرهٔ هوکایدو است. این رود که از کوه ایشی‌کاری در کوه‌های آتش‌فشانی دایستسوزان سرچشمه می‌گیرد، از شهرهای ساپورو و آساهیکاوا گذشته و به دریای ژاپن می‌ریزد. البته این رود تا ۴۰۰۰۰ سال پیش، جایی در نزدیکی توماکومای به اقیانوس آرام ختم می‌شد اما گدازه‌های ناشی از فعالیت‌های آتشفشانی، مسیر این رود را به شکل امروزی تغییر دادند.
نام این رود از زبان آینو گرفته شده و به معنی «رود بسیار پیچ در پیچ» است. این رود دو بار در سال - یک بار پس از آب شدن برف‌ها در بهار و یک بار پس از بارش‌های شدید تابستانی - طغیان می‌کند.

برنامه‌های وسیع کنترل سیلاب باعث ایجاد شدن منایع آب قابل اتکا و به دنبال آن پدیدار شدن صنایع سنگین در امتداد رود شده است که همین امر موجب آلایندگی فزایندهٔ این رود و حوضهٔ آن شده است.